# 1924 au Maroc
Chronologie du Maroc
- 1920
- 1921
- 1922
- 1923
- 1924
- 1925
- 1926
- 1927
- 1928

Cet article présente les faits marquants de l'année 1924 au Maroc ou relatifs au Maroc.

## Événements
- Effectifs militaires français au Maroc : 62 107 [1].
- La bataille de Sidi Messaoud s'est déroulée du 23 avril au 15 mai 1924, en pleine guerre du Rif, entre les forces rifaines de la République du Rif et l'Espagne, autour du poste de Sidi Messaoud. Les Espagnols finissent par repousser les Rifains au prix de lourdes pertes.
- La bataille de Chefchaouen s'est déroulée entre août et décembre 1924, entre les forces marocaines de la République du Rif et l'Espagne, dans la région de Chefchaouen. Il s'agit du second grand échec des Espagnols dans la guerre du Rif, qui subissent d'énormes pertes, et abandonnent Chefchaouen et sa région à Abd el-Krim.